# 23e régiment d'infanterie territoriale
Pour les articles homonymes, voir 23e régiment.
Le 23e régiment d'infanterie territoriale (23e RIT) est un régiment d'infanterie de l'armée de terre française qui a participé à la Première Guerre mondiale.

## Création et différentes dénominations
- 19 mars 1875 : le régiment reçoit son numéro en prévision de la mobilisation[1].
- 2 août 1914 : création
- 10 août 1918 : dissolution, formation de deux bataillons de pionniers
- 31 décembre 1918 : dissolution du 2e bataillon
- 10 janvier 1919 : dissolution du 1er bataillon

## Chefs de corps
- 2 août 1914 : Lieutenant-colonel Ponsard (colonel le 16 juillet 1916)
- 4 mars 1918 : Chef de bataillon Lalot (intérim)
- 10 mars 1918 : Lieutenant-colonel Deleuze

## Drapeau
Il porte, cousues en lettres d'or dans ses plis, les inscriptions suivantes :
- L'Aisne 1918

## Sources et bibliographie
- Résumé des faits de guerre constituant l'historique du 23e régiment territorial d'infanterie, Caen, Olivier, 1920, 51 p., lire en ligne sur Gallica.